# Nielsville
Nielsville és una població dels Estats Units a l'estat de Minnesota. Segons el cens del 2000 tenia 91 habitants.

## Demografia
Segons el cens del 2000, Nielsville tenia 91 habitants, 40 habitatges, i 23 famílies. La densitat de població era de 125,5 habitants per km².
Dels 40 habitatges en un 30% hi vivien nens de menys de 18 anys, en un 42,5% hi vivien parelles casades, en un 7,5% dones solteres, i en un 42,5% no eren unitats familiars. En el 40% dels habitatges hi vivien persones soles el 20% de les quals corresponia a persones de 65 anys o més que vivien soles. El nombre mitjà de persones vivint en cada habitatge era de 2,28 i el nombre mitjà de persones que vivien en cada família era de 3,09.
Per edats la població es repartia de la següent manera: un 24,2% tenia menys de 18 anys, un 11% entre 18 i 24, un 20,9% entre 25 i 44, un 23,1% de 45 a 60 i un 20,9% 65 anys o més.
L'edat mediana era de 39 anys. Per cada 100 dones de 18 o més anys hi havia 115,6 homes.
La renda mediana per habitatge era de 27.750 $ i la renda mediana per família de 30.000 $. Els homes tenien una renda mediana de 25.000 $ mentre que les dones 31.250 $. La renda per capita de la població era de 14.921 $. Cap de les famílies estaven per davall del llindar de pobresa.

## Poblacions més properes
El següent diagrama mostra les poblacions més properes.